# Rat Matije Korvina protiv Frankopana 1479. – 1480.
Rat Matije Korvina protiv Frankopana bio je građanski rat unutar Hrvatsko-Ugarske države.

## Uvodne okolnosti
1469. je godine hrvatsko-ugarski kralj Matija Korvin zamjerio se je hrvatskim plemićima Frankopanima kad im je oteo grad Senj. Od tog su vremena Frankopani okrenuli se prema drugoj strani i sve življe bili u saobraćaju s Mletačkom Republikom.
Na kralja su se osobito srdili knez Brinjski i knez Krčki. Radi pokoravanja plemića, odlučio je 1479. poslati svoju vojsku na Frankopane.

## Tijek borba
Tijek borba loše je išao po Frankopane. Brinjski knez Ivan Frankopan izgubio je Otočac, Sokol, Brinje i čitavu očevinu svoju te je bio prisiljen potražiti zaklonište u Mlecima. Na drugom je kraju kraljev vojvoda Blaž Podmanicki (Blaž Magjar, mađ. Baláz Magyar, prijašnji hrvatski i slavonski ban, kći Benigna udana za Pavla Kinižija) osvojio Novi, Bribir i ina mjesta kneza Martina Frankopana u Vinodolu. 8. veljače 1480. vojvoda se je prevezao na otok Krk, koji je pripadao knezu Ivanu Frankopanu Krčkomu. Na Krku je zauzeo grad Omišalj te onda sa 6000 vojnika počeo opsjedati grad Krk.
U pohodu se istakao i senjski kapetan Maroje Žunjević koji je sudjelovao u izgonu krčkog kneza Ivana VII. Frankopana iz Vinodola, a posebice u osvajanju otoka Krka.
Ivan Frankopan morao je nešto poduzeti za spasiti djedovinu roda svoga. Stoga je već 22. veljače 1480. stavio grad Krk s otokom u mletačku vlast. Na to su Mlečani na otok poslali svoju vojsku uz potporu ratnih brodova. Tad su kraljevom vojvodi Blažu Magjaru zaprijetili domaći stanovnici otoka, pa je bio prisiljen uzmaknuti. Samog kneza Krčkog Mlečani su još travnja 1480. silom odveli iz Krka u Mletke.

## Posljedice
Posljedica kraljeve gramzivosti i nepoštivanja hrvatskih lokalnih plemića bio je gubitak još jednog pomorskog uporišta i općenito teritorija iz svoje države. Tako je i Krk, kao što je već bilo s inim kvarnerskim otocima došao pod mletačku vlast.
Nepromišljeni napad na Frankopane nije postigao željeni učinak: Frankopani se nisu odvratili, nego su se još više okrenuli k Mlečanima. Frankopanska reakcija prisilila je kralja ustuknuti. Nije smio izložiti se pogibli novog rata, na novom bojištu, ovog puta s jačim neprijateljem, Mlečanima, jer su mu s druge strane brige zadavali osmanski osvajači.
Sami Frankopani isto su osjetili veliki udarac. Zadnji je knez Krčki umro 1486. u velikoj bijedi. Odvedenog kneza narod nije žalio, jer prema zapisima ondašnjih kroničara (Klimantović) bio je "zao gospodin" "I zato ga je Bog kaznio; izgubio je svoje gospodstvo radi nepravde, koju je činio na otoku."